# Herálec (district de Havlíčkův Brod)
Pour les articles homonymes, voir Herálec.
Herálec (en allemand : Heraletz) est une commune du district de Havlíčkův Brod, dans la région de Vysočina, en République tchèque. Sa population s'élevait à 1 095 habitants en 2020.

## Géographie
Herálec se trouve à 8 km à l'est de Humpolec, à 13 km au sud-ouest de Havlíčkův Brod, à 18 km au nord-ouest de Jihlava et à 96 km au sud-est de Prague.
La commune est limitée par Věž et Boňkov au nord, par Květinov, Lípa et Úsobí à l'est, par Skorkov, Slavníč, Větrný Jeníkov et Kalhov au sud, et par Humpolec à l'ouest.

## Histoire
La première mention écrite de la localité date de 1280.

## Patrimoine

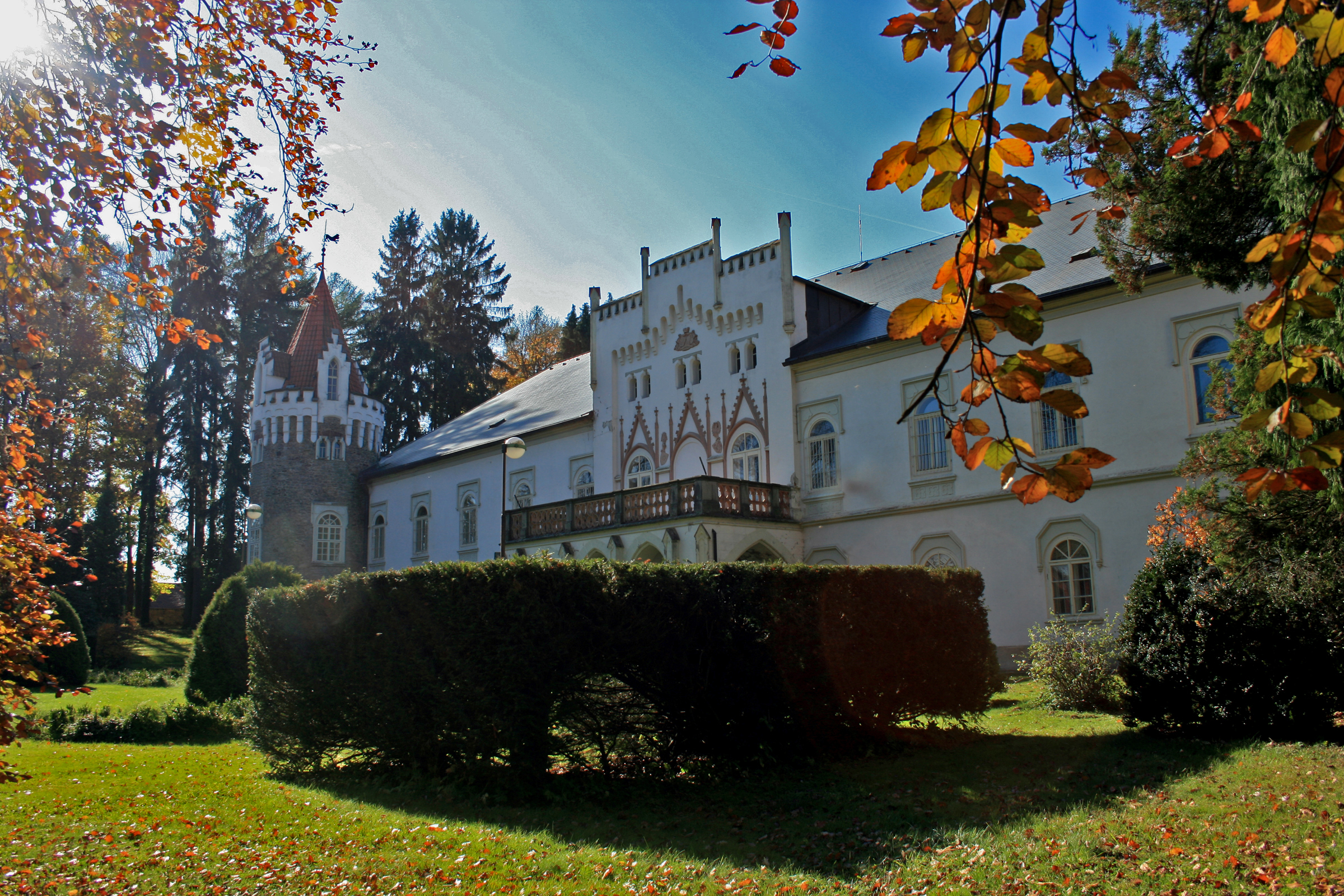
Château de Herálec.
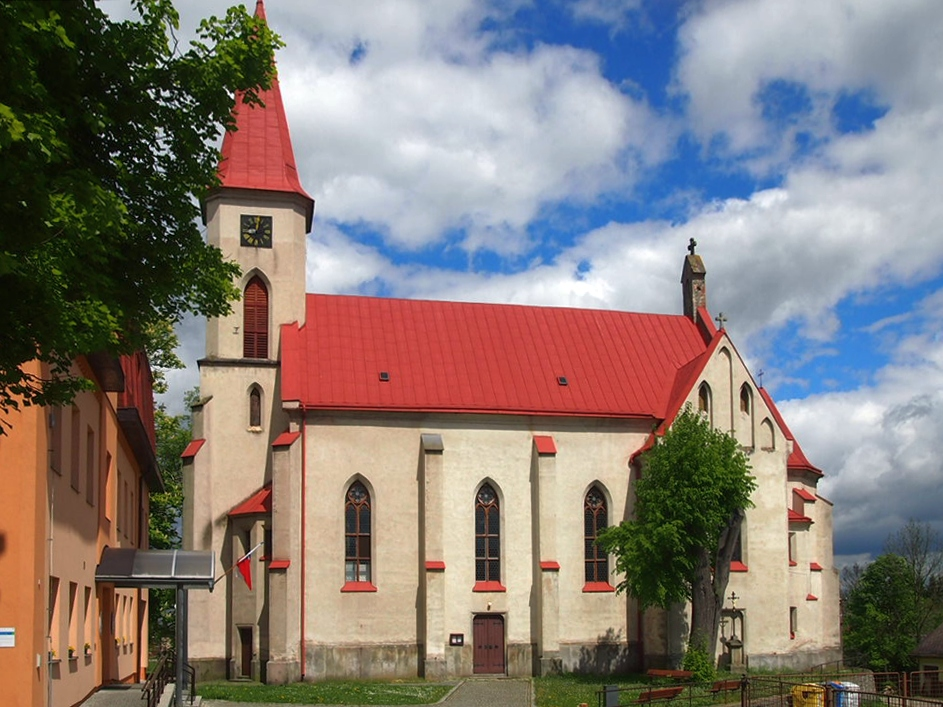
Église Saint-Barthélemy.

## Personnalité
- Jan Zábrana (1931-1984), écrivain